# Gerald Patrick O'Hara
Gerard Patrick Aloysius O’Hara (n. 4 mai 1895, Scranton, Pennsylvania, SUA – d. 16 iulie 1963, Greater London, Anglia, Regatul Unit) a fost un arhiepiscop romano-catolic, diplomat al Sfântului Scaun.

## Biografie
Gerard Patrick O’Hara a fost hirotonit episcop în data de 21 mai 1929. A fost mai întâi episcop auxiliar de Philadelphia, Pennsylvania, S.U.A.. Din 1935 a fost episcop de Savannah, Georgia.
În 1947 a fost trimis la București pentru a conduce nunțiatura apostolică ca însărcinat de afaceri, după ce nunțiul în funcție, Andrea Cassulo, a fost declarat persona non grata de către autoritățile comuniste. În primii ani ai regimului comunist a asigurat supraviețuirea Bisericii Catolice în România, prin consacrările episcopale pe care le-a efectuat în mod clandestin înainte de expulzarea sa de la București în anul 1950.
Ulterior a fost nunțiu apostolic în Irlanda (1951-1954), apoi delegat apostolic în Marea Britanie (1954-1963).

## Hirotoniri de episcopi în România
- 30 octombrie 1947: Anton Durcovici, episcop al Diecezei de Iași

### Hirotoniri clandestine de episcopi în România comunistă
- Ioan Ploscaru, consacrat la 30 noiembrie 1948,
- Ioan Duma, consacrat la 8 decembrie 1948,
- Adalbert Boros, consacrat la 12 decembrie 1948,
- Imre Erös, consacrat la 2 februarie 1949,
- Szilárd Bogdánffy, consacrat la 14 februarie 1949,
- Ioan Dragomir, consacrat la 6 martie 1949,
- Iuliu Hirțea, consacrat la 28 iulie 1949,
- Joseph Schubert, consacrat la 26 iunie 1950.

### Hirotonirea episcopală a lui Alexandru Todea
Preotul Alexandru Todea a fost hirotonit episcop la 19 noiembrie 1950 prin punerea mâinilor arhiepiscopului Joseph Schubert și episcopului Gerald Patrick O'Hara.